# سیتوک سرنگنگی
سیتوک سرنگنگی (زاده ۲۲ اوت ۱۹۶۵) شاعر، بازیگر و دراماتیز اهل اندونزی است. در پورودادی، جاوه مرکزی زاده شده‌است، وی در سن جوانی علاقه‌مند به ادبیات شد
و به شدت دیگران را تحت تأثیر خویش قرار داد. برای تحصیلات دانشگاهی به جاکارتا نقل مکان کرد تحت تأثیر رندرا قرار گرفت.
سیتوک تقریباً یک دهه در این شرکت ماند و در چندین نمایشنامه ظاهر شد زیرا سبک ادبیات خود را اصلاح می‌کرد. اولین مجموعه شعر وی به نام Persetubuhan Liar در سال ۱۹۹۲ منتشر شد.
سایت سیتوک از آن زمان مجموعه‌های شعر متعددی را منتشر کرده‌است، از جمله یک اثر دو زبانه با عنوان " هیچ چیز" و نسخه‌های تجدید نظر شده که در مجموعه ای که به عنوان Tripitakata شناخته می‌شوند. وی شعرهای خود را در کشورهایی مانند هلند و آلمان به نمایش گذاشته و در کارگاه‌های نویسندگان در هنگ کنگ و آیووا شرکت کرده‌است. اشعار او،  در ژانرهای متنوعی با موسیقی سازگار شده‌است. در سال ۱۹۹۹، آسیاویک سیتوک را به عنوان "بهترین شاعر جوان اندونزی" توصیف کرد. 

## زندگی‌نامه

### اوایل زندگی
سرنگنگی در دورولگی، پورودادی، جاوه مرکزی در ۲۲ اوت ۱۹۶۵ متولد شد.  در جوانی در تئاتر فعال بود،  و در دوره دبیرستان شروع به نوشتن شعر کرد. 

### تئاتر و مجموعه اول
در سال ۱۹۸۵، سیتوک برای تحصیل در دانشکده هنر و ادبیات مؤسسه آموزش معلمان جاکارتا به پایتخت اندونزی، جاکارتا نقل مکان کرد.  در ده سال همکاری با تئاتر بنکل، سیتوک اشعار، مونولوگ‌ها و بازیگری را تمرین کرد و در چندین نمایش گروهی ظاهر شد. 

## تأثیر و پذیرش انتقادی

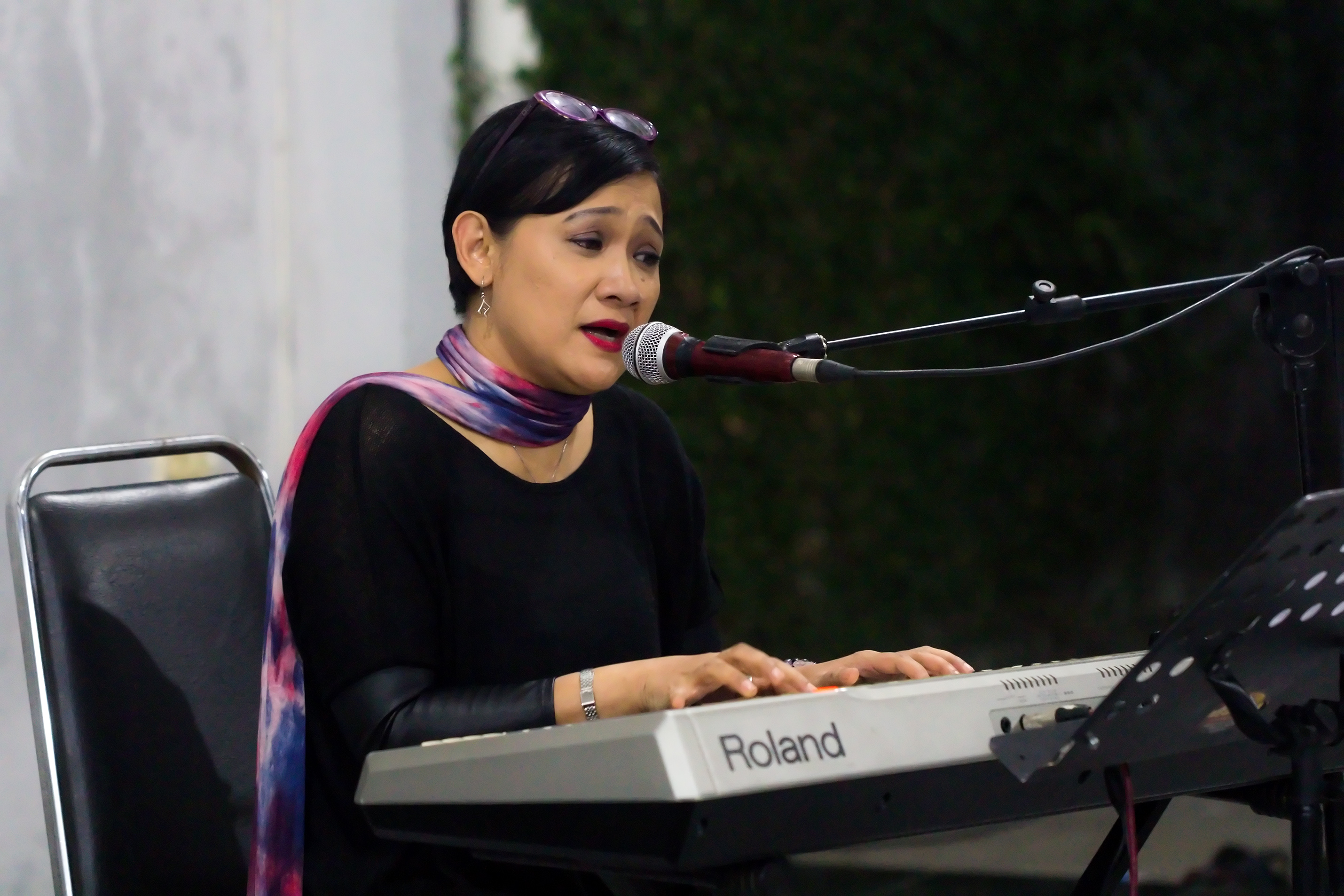
دایان اچ پی در حال نواختن یک آهنگ بر اساس یکی از اشعار سایتوک است

کار سیتوک در رسانه‌های مختلف اقتباس شده‌است.  در سال ۲۰۱۲ سمستا سینتا، یک آلبوم از ترانه‌های هنری بر اساس شعرهای او منتشر کرد.  یان کرنال، نویسنده استرالیایی، آلبوم جاز به نام Singing Srengenge را بر اساس اثر این شاعر منتشر کرد. آثار سیتوک توسط دنیس جانا و دیوید کوتلووی نیز اقتباس شده‌است. 

## زندگی شخصی
سیتوک با فراه مولیدا ازدواج کرده‌است.  این زوج یک دختر دارن و همسر او یک رمان‌نویس است. سیتوک اولین اثر خود را با نام هیچ چیز جز عشق در سال ۲۰۰۴ منتشر کرد.  تا سال ۲۰۰۹ بیش از ۴۰٬۰۰۰ نسخه از آن فروخته شده بود. او رمان دیگری به نام Aphrodite منتشر کرده‌است و در سال ۲۰۰۹ مشغول کار بر روی یک مجموعه داستان کوتاه بود. 
او به همراه خانواده‌اش در بانتول، یوگیاکارتا زندگی می‌کنند.